# 泉州东站 (漳泉肖铁路)
泉州东站，原名泉州站是一个漳泉肖铁路上的铁路车站，位于福建省泉州市丰泽区城东街道城华南路，建于1995年，1997年年底建成投用，为三等站，邮政编码为362011。位于原泉州站东部，还有一命名为泉州东站的货运车站与原泉州站一同被投入使用，后被取消。2009年12月15日，漳泉肖铁路泉州站因福厦铁路泉州站启用而更名为泉州东站。2014年12月10日，泉州东站随漳泉肖铁路所有站点停止办理客运，只办理货运。站点距漳平站184公里，距肖厝站46公里。设有中国铁路南昌局集团有限公司福州机务段漳平运用车间柴油专用线
2023年1月5日，兴泉铁路开通运行后，漳泉肖铁路完成铁路运输历史任务，泉州东站关闭，货运业务被迁移到兴泉铁路的黄塘站。站名由位于泉州台商投资区的福厦客运专线泉州东站继承。

## 概要
泉州东站是泉州地区内区段站，主要货运站。
泉州东站设有到发线8条，有效长度650米；设基本站台1座，中间站台1座；调车线5条，有效长度650米；货场1处，设货物线6条；机务折返段1座；牵出线2条，有效长度分别为450米、250米。
泉州东机务折返段为内燃机车运用段，担当漳泉肖铁路的客货机车交路，段内设有内燃机车整备待班线3条，建有36×24米的三线尽头式修车库一栋，担任内燃机车辅修作业。
作为区段站，泉州东站每日开行1对运行于漳平站与泉州东站之间的通勤列车，即在48031/48032次小运转货物列车中加挂一节客车车厢，供沿线铁路职工乘用。

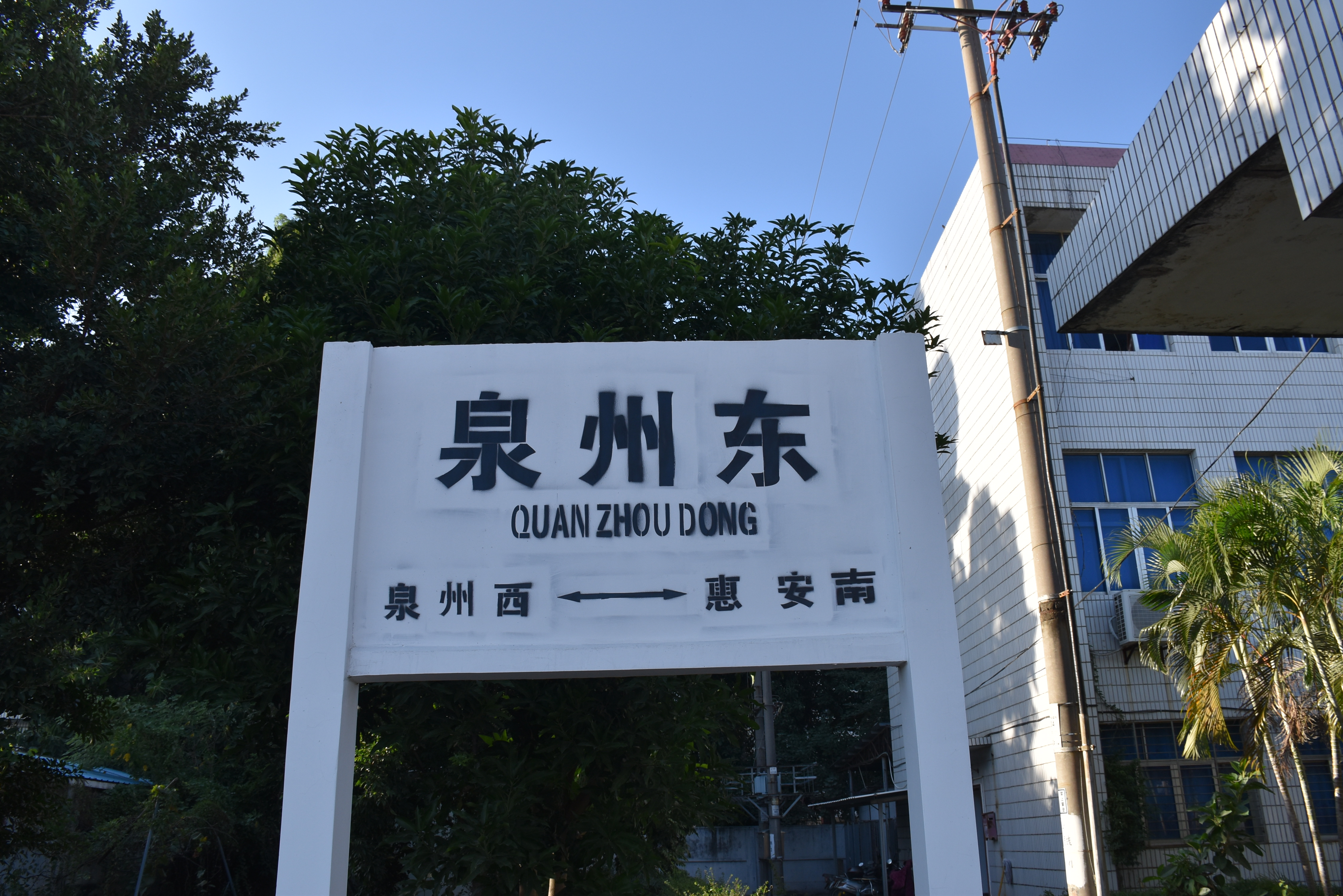
泉州东站站牌
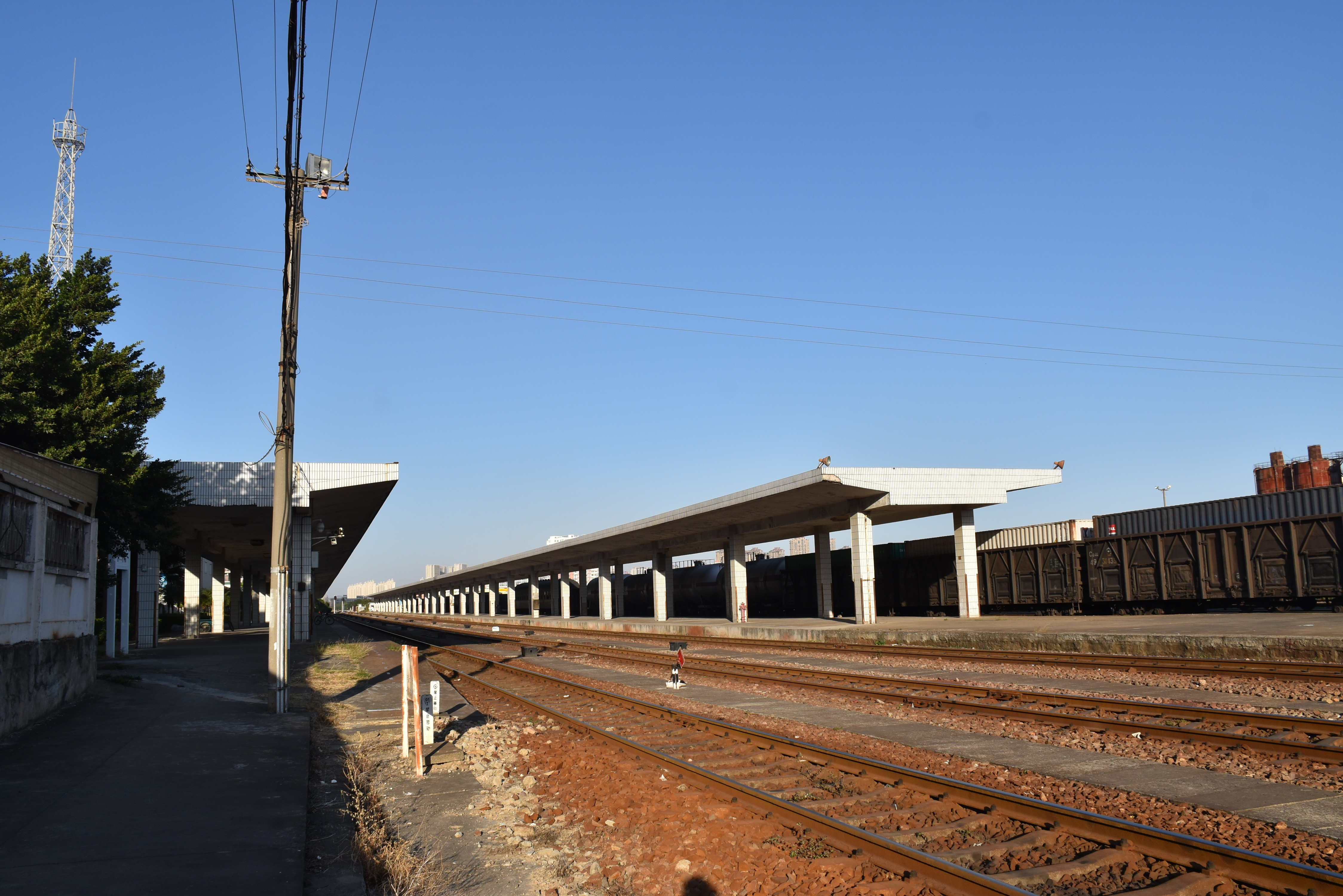
泉州东站站场
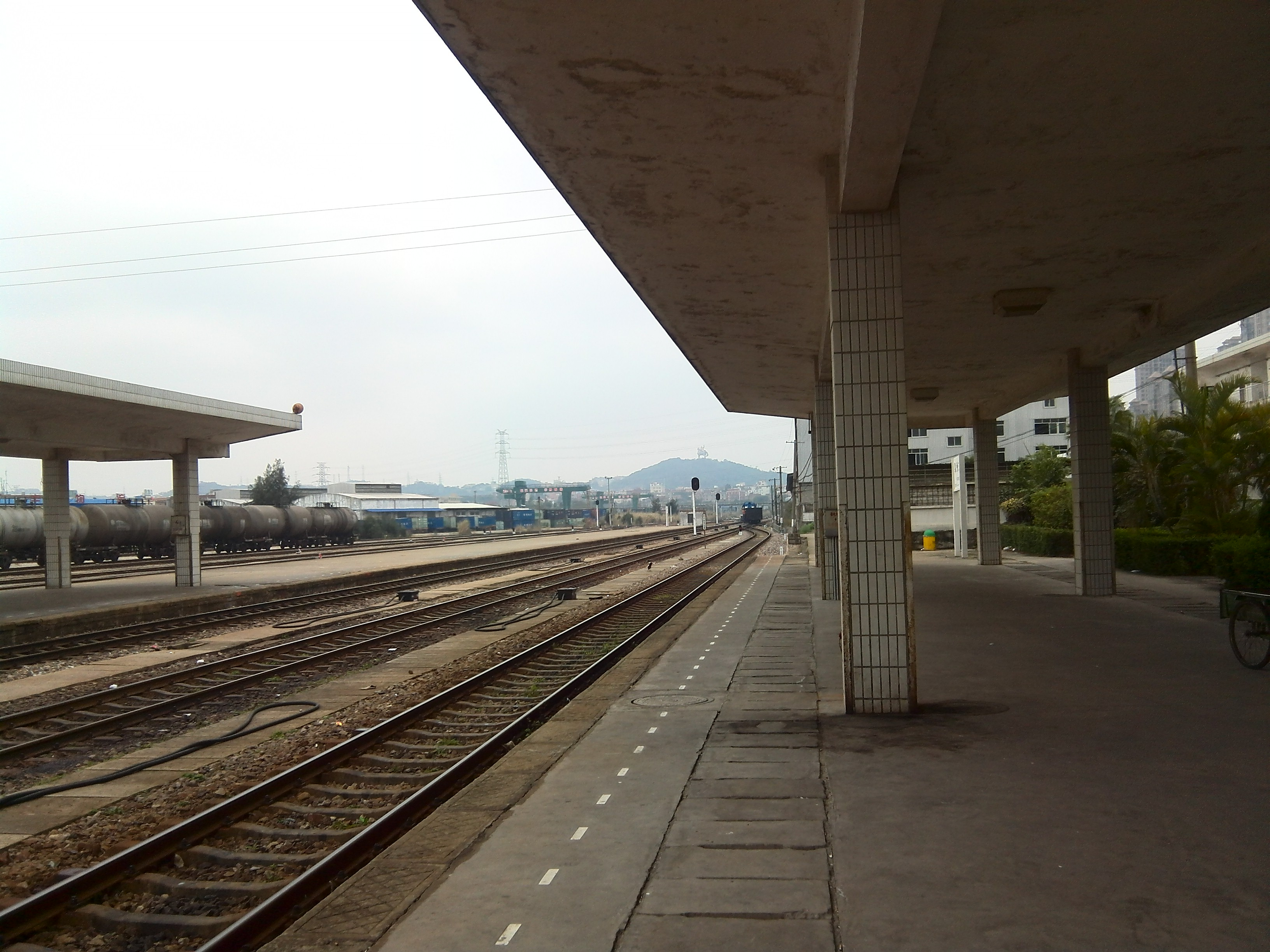
泉州东站站台
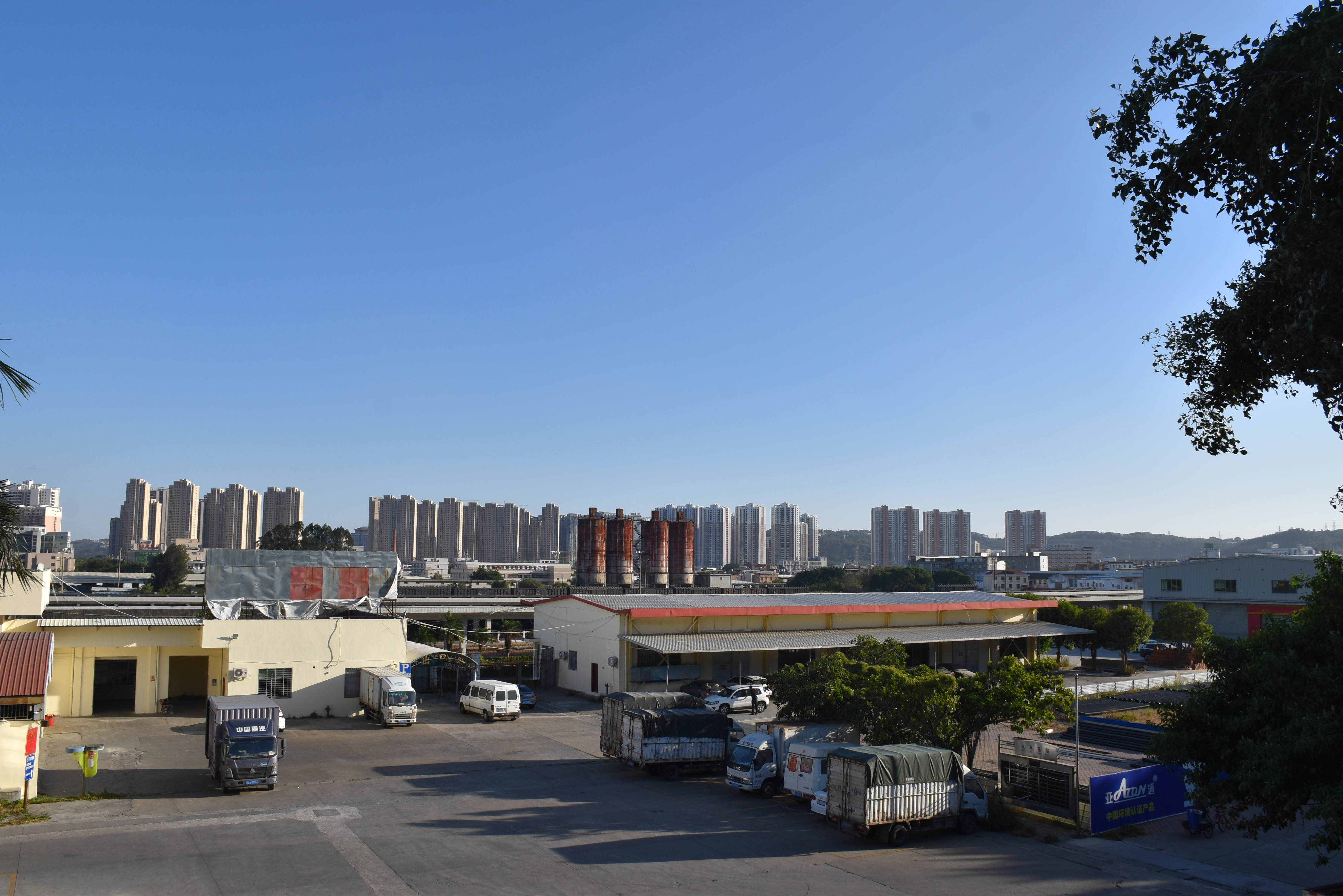
泉州东站站前广场
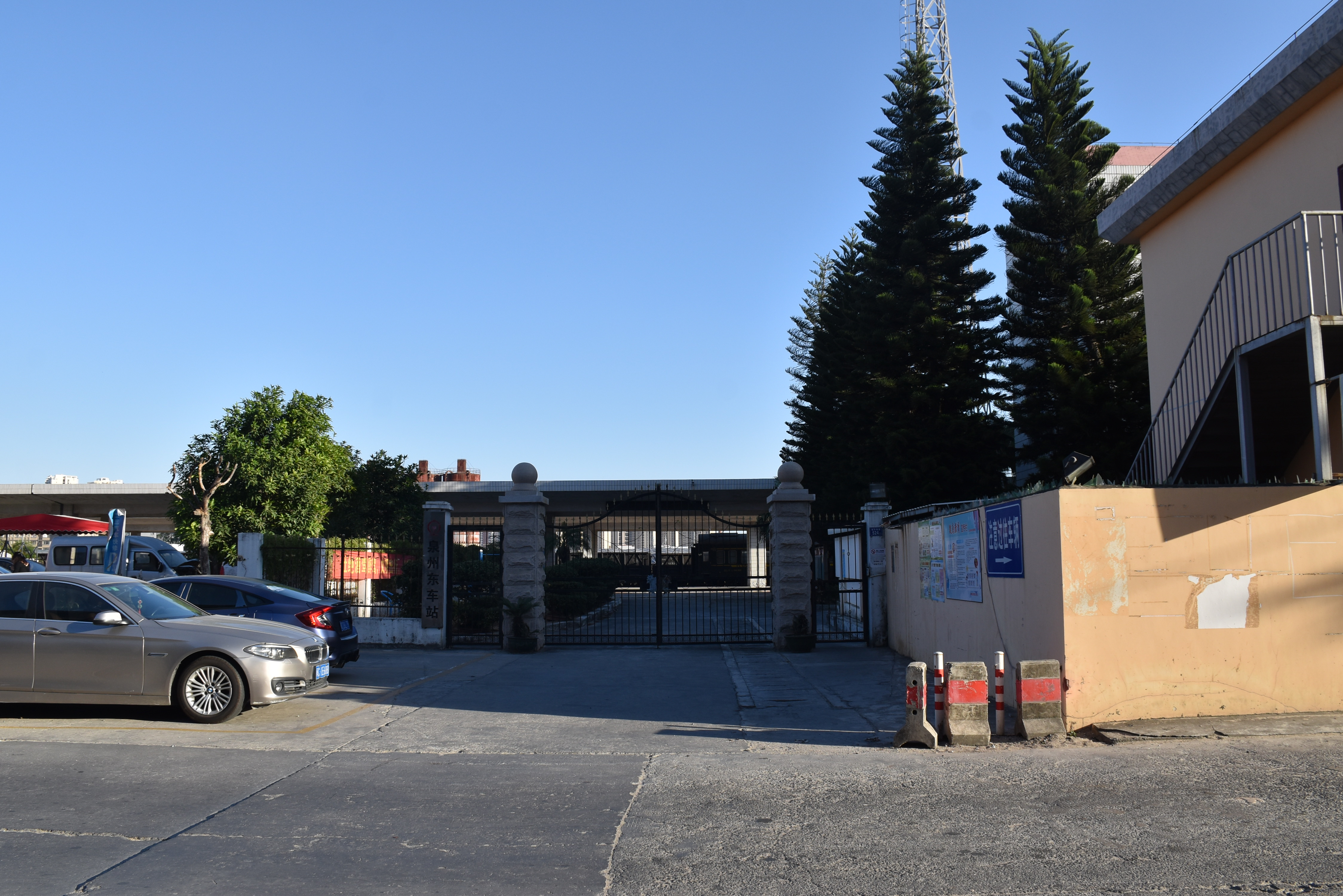
泉州东站大门
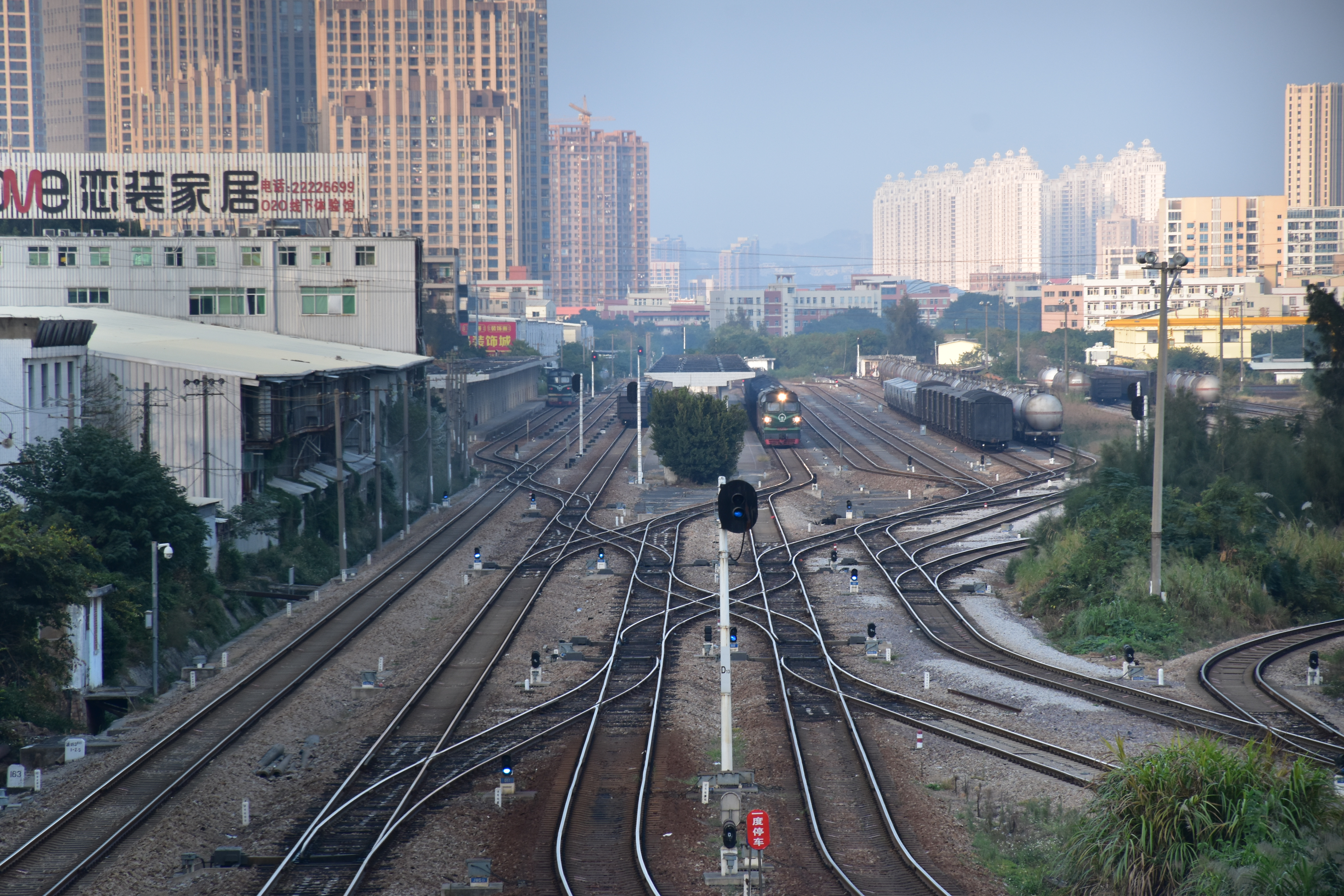
泉州东站站场
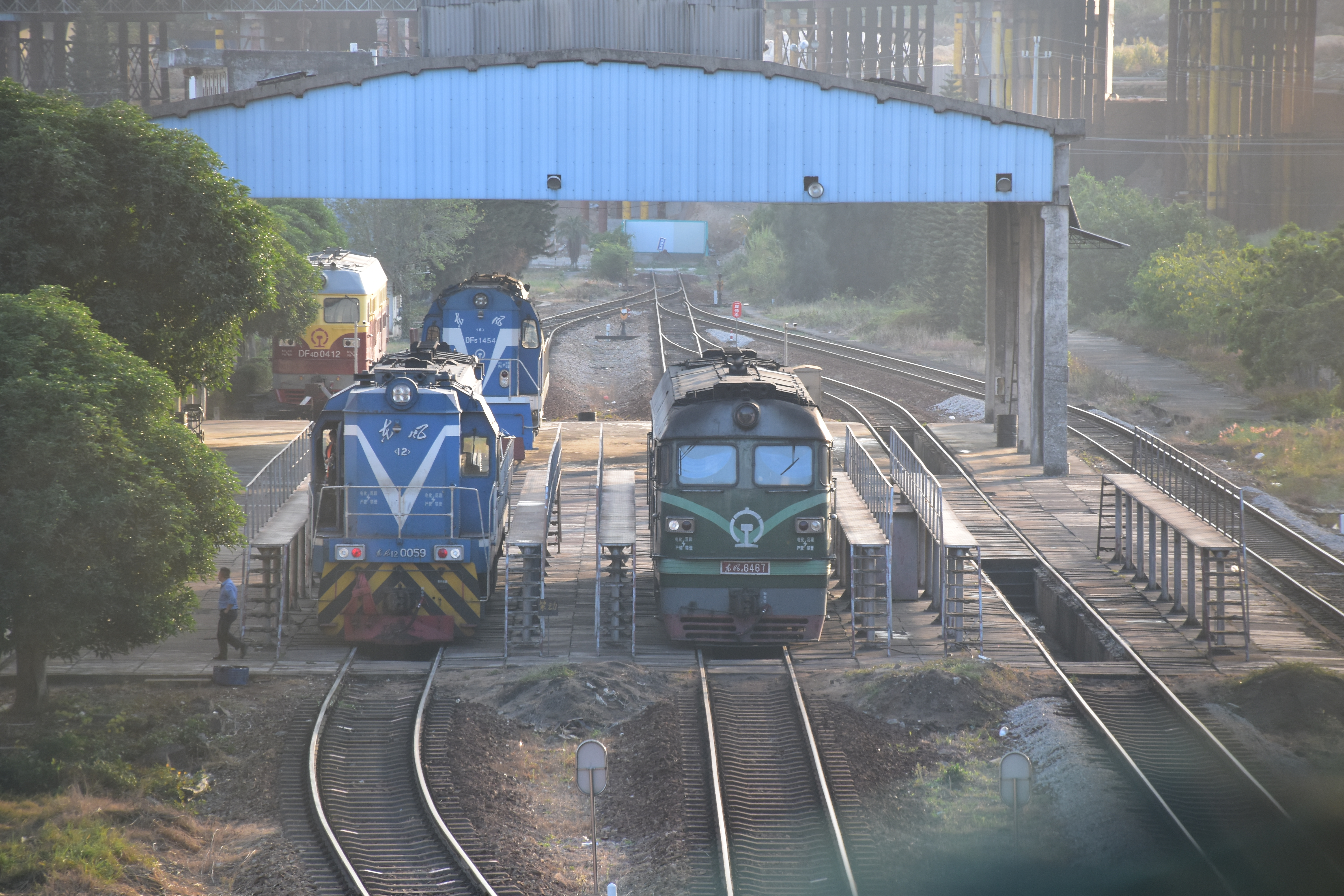
泉州东机务折返段
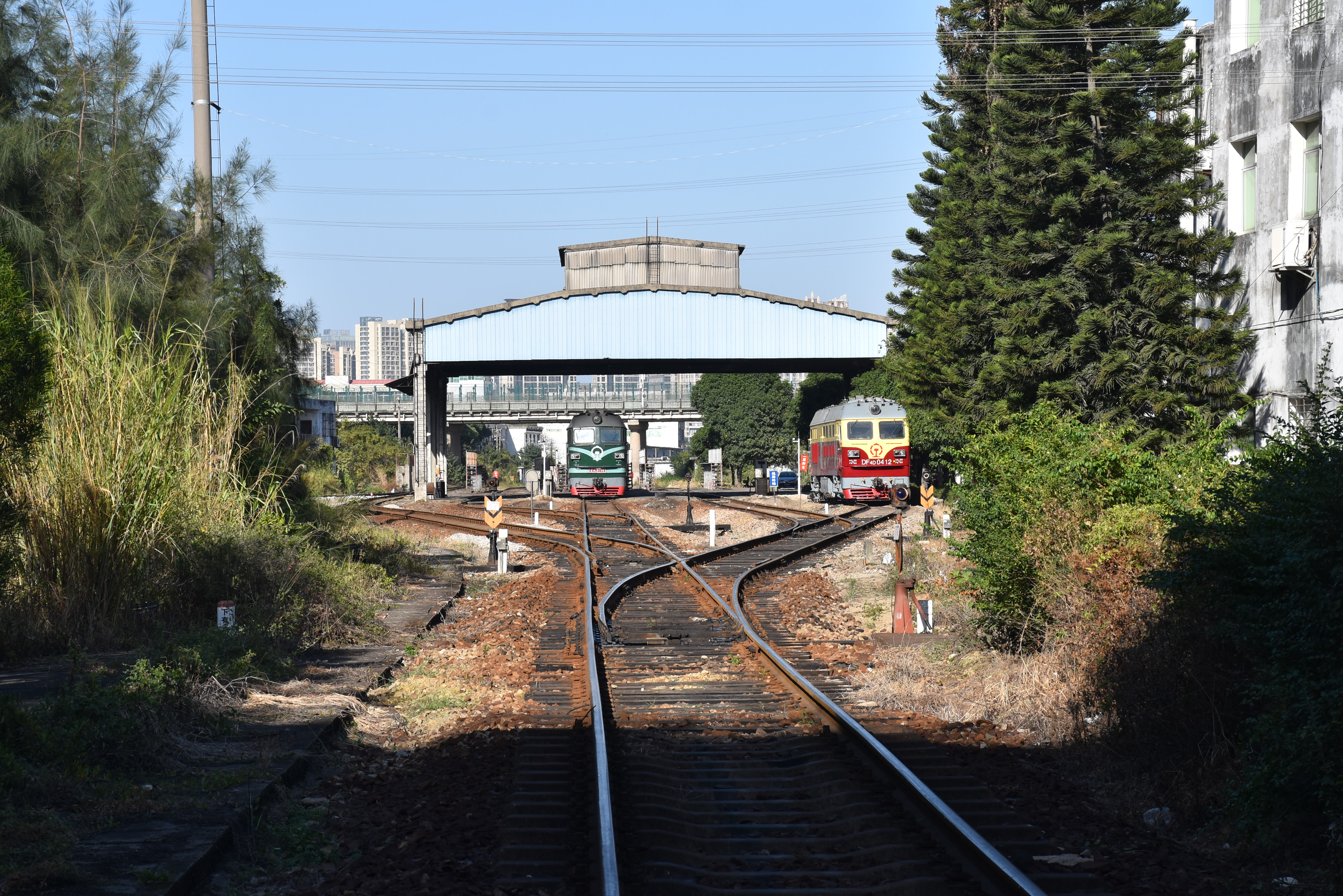
泉州东机务折返段
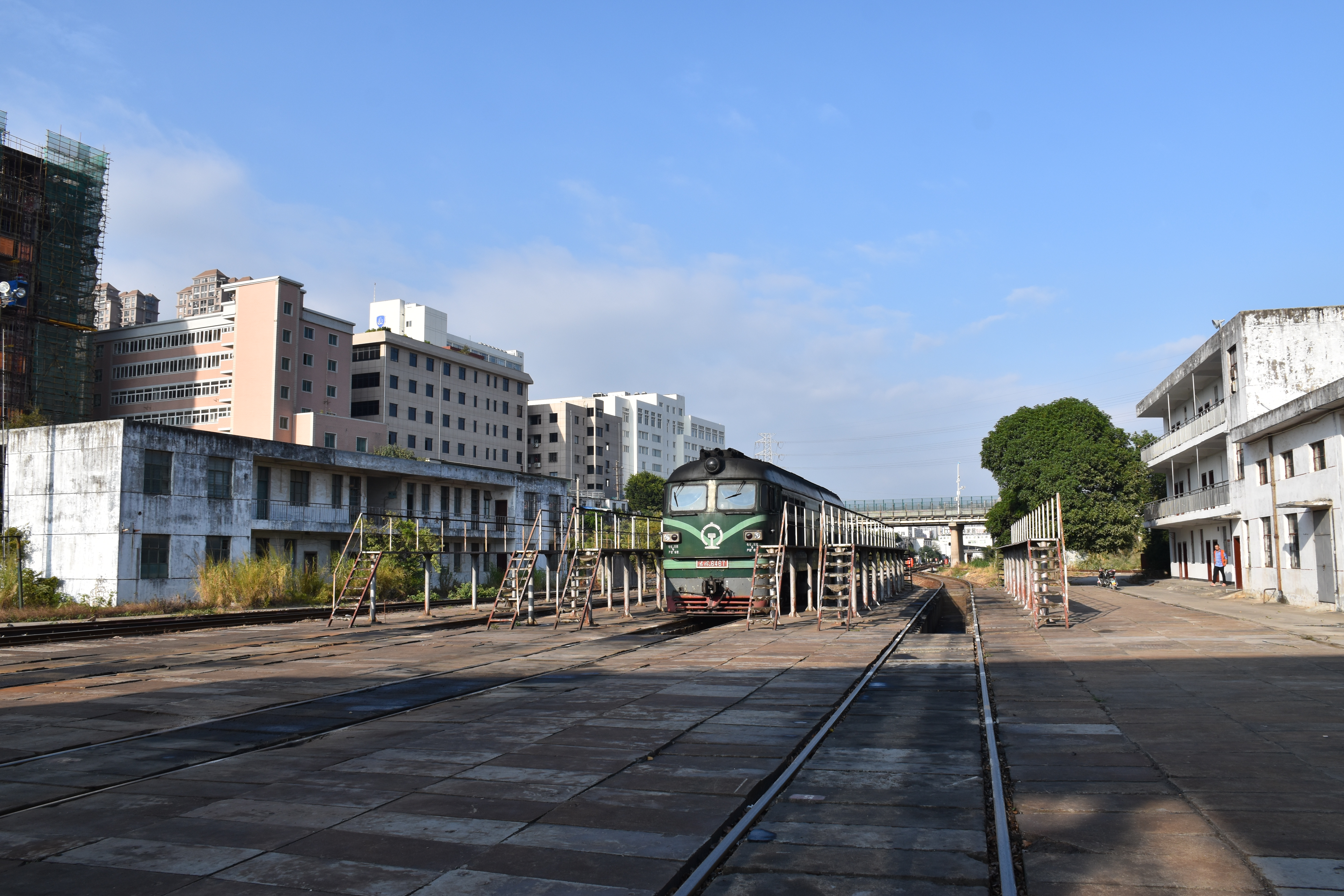
泉州东机务折返段内整备的东风4
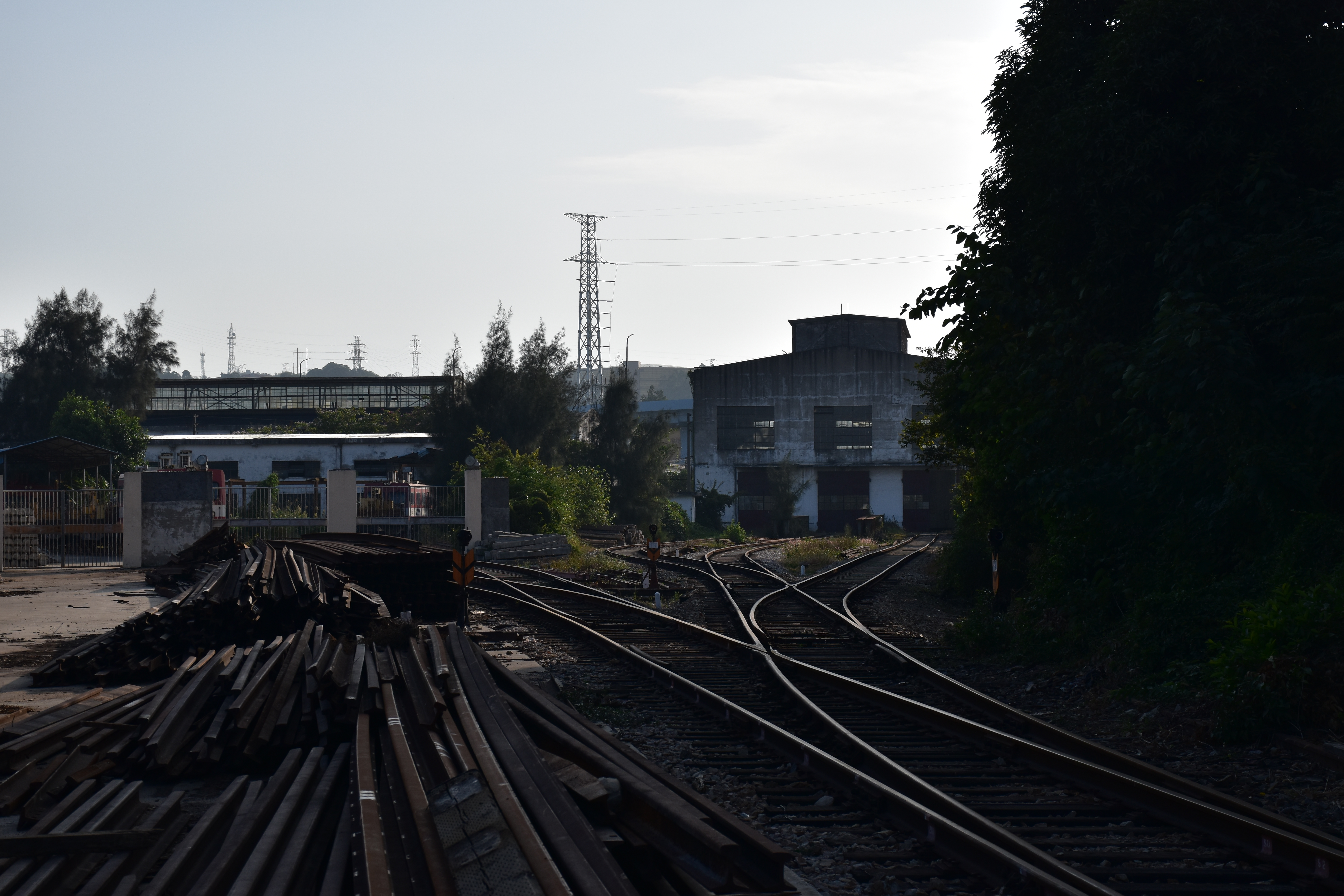
泉州东机务折返段内的修车库与轨道车车场
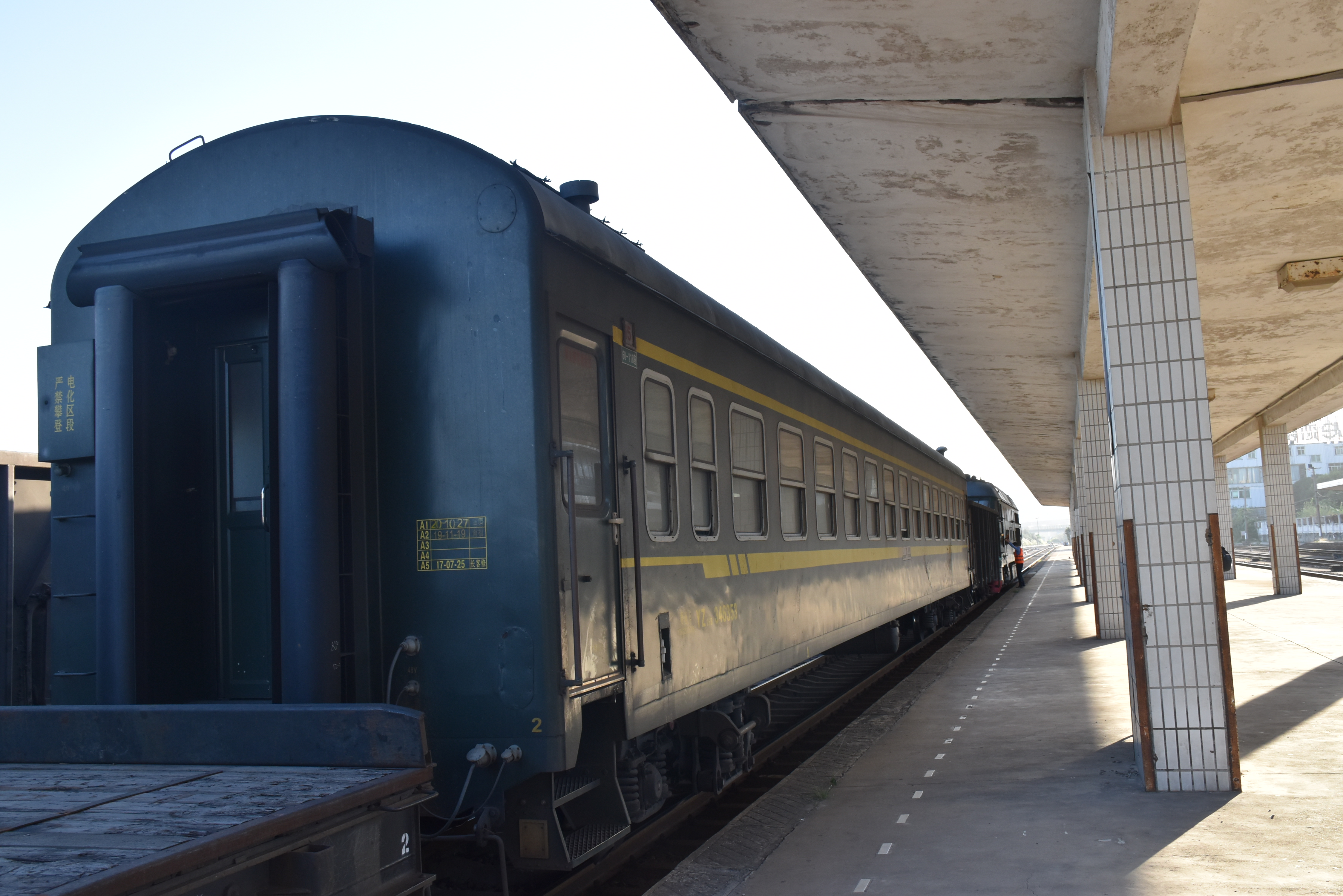
通勤车所用的YZ25B